# 에두아르트 슈트라스부르거

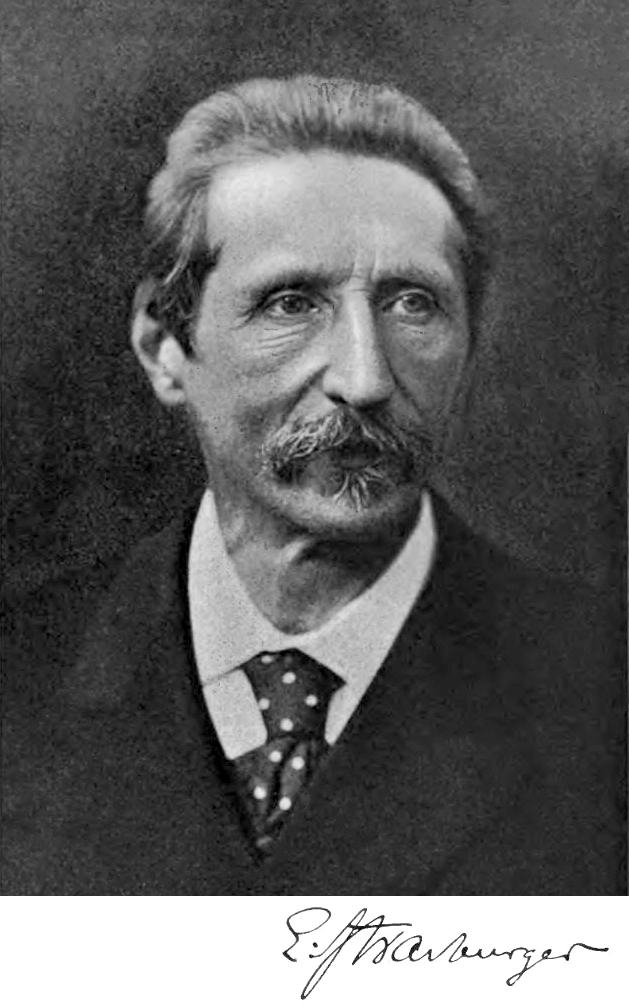
에두아르트 슈트라스부르거

에두아르트 슈트라스부르거(Eduard Adolf Strasburger, 1844년 2월 1일 ~ 1912년 5월 19일)은 독일의 식물학자다.
본·예나 대학 등에서 배우고, 1864년 바르샤바 대학 강사를 거쳐, 1869년 부교수, 1873년 정교수가 되고 예나 식물원장을 겸임하였다. 1880년 본 대학으로 옮기고 이탈리아·이집트·홍해 등을 여행하면서 주로 계통 발생을 연구하였다. 조직학·발생학의 미세한 연구 방법을 집대성하였으며, 세포 분열의 과정을 밝혔다. 저서에 <식물학 교과서> 등이 있다.